# سیدعلی پورهاشمی
سیدعلی پورهاشمی سیاست‌مدار ایرانی بود، که در  دوره بیست و یکم   بعنوان نماینده بجنورد در مجلس شورای ملی حضور داشت.